# Anna van Kleef (1515-1557)
Anna van Kleef (Düsseldorf, 20 of 22 september 1515 -  Chelsea, 16 juli 1557) was een Duitse prinses uit het Huis van der Mark. Zij was de dochter van hertog Johan III van Kleef en werd in januari 1540 de vierde vrouw van de Engelse koning Hendrik VIII. Het huwelijk werd uit politieke overwegingen gesloten om de banden tussen het politiek geïsoleerde Engeland en de Duitse vorsten te verbeteren. Het was geen succes en werd al binnen een half jaar nietig verklaard.  
Anna van Kleef bleef de rest van haar leven in Engeland. Zij kreeg een riante toelage, had de beschikking over een aantal landhuizen, en had de status van ‘zuster van de koning’. Zij stond op goede voet met Hendrik VIII, en met zijn kinderen en latere opvolgers Eduard VI, Maria I en Elizabeth I. 

## Jeugd en opvoeding
Anna van Kleef was de dochter van hertog Johan III van Kleef (1490-1539), en Maria van Gulik Berg (1491-1543). Het hertogdom Kleef was niet groot, maar door zijn strategische ligging aan de Rijn en de Lippe was het economisch en militair belangrijk. Ook cultureel was het zeker geen achtergebleven gebied. De hertogen van Kleve ondersteunden musici en humanistische geleerden.
Anna van Kleef had een broer, Willem V van Kleef, en twee zussen, Sibylla en Amalia. Over haar jeugd is weinig bekend. Zij had een nauwe band met haar moeder, die zelf toezicht hield op de opvoeding van haar dochters. Ze leerde redelijk lezen en schrijven in het Duits, handwerken, en hoe ze een huishouden moest voeren. Anders dan Engelse adellijke meisjes leerde ze niet dansen of musiceren. Ook sprak ze geen andere talen.
Haar zuster Sybilla (1512-1554) trouwde al toen ze 14 was met keurvorst Johan Frederik van Saksen (1503-1554). Ook Anna werd in 1527, bijna twaalf jaar oud, verloofd met de erfgenaam van het hertogdom Lotharingen, de latere Frans I. De juridische status van deze verloving was onzeker: ze werd een aantal keren verbroken en vervolgens weer bevestigd. Uiteindelijk was Anna op haar 23e nog niet getrouwd.

## Politieke achtergrond van het huwelijk
Hendrik VIII had in 1531 de banden met de Rooms-Katholieke kerk verbroken en zichzelf uitgeroepen tot het hoofd van de Kerk van Engeland. Hij had dit gedaan om het huwelijk met zijn eerste vrouw Catharina van Aragon,  een tante van keizer Karel V, nietig te kunnen verklaren. Engeland was daarop binnen Europa religieus en politiek in een isolement gekomen. De paus had Hendrik geëxcommuniceerd. In 1539 sloten koning Frans I van Frankrijk en Karel V een vredesverdrag; dit maakte Hendrik VIII bezorgd dat ze hun krachten zouden bundelen om Engeland binnen te vallen.
Hendrik was sinds de dood van zijn derde vrouw Jane Seymour in 1537 weduwnaar. Een huwelijksalliantie tussen Engeland en een van de Duitse staten zou voordelig zijn. Eerste minister Thomas Cromwell ging op zoek naar een Duitse prinses als vierde echtgenote voor de koning. 
Kleef was wat betreft religie en politiek vergelijkbaar met Engeland. Net als Engeland was Kleef in naam nog steeds katholiek, maar stond wel open voor religieuze hervormingen. Sinds ca. 1539 was er tussen het hertogdom en keizer Karel V een conflict over het hertogdom Gelre. De hertog was daarom op zoek naar bondgenoten in Europa. Johan Frederik van Saksen, de zwager van Anna van Kleef, stond aan het hoofd van het Schmalkaldische verbond van protestantse Duitse vorsten.

## Onderhandelingen en verloving

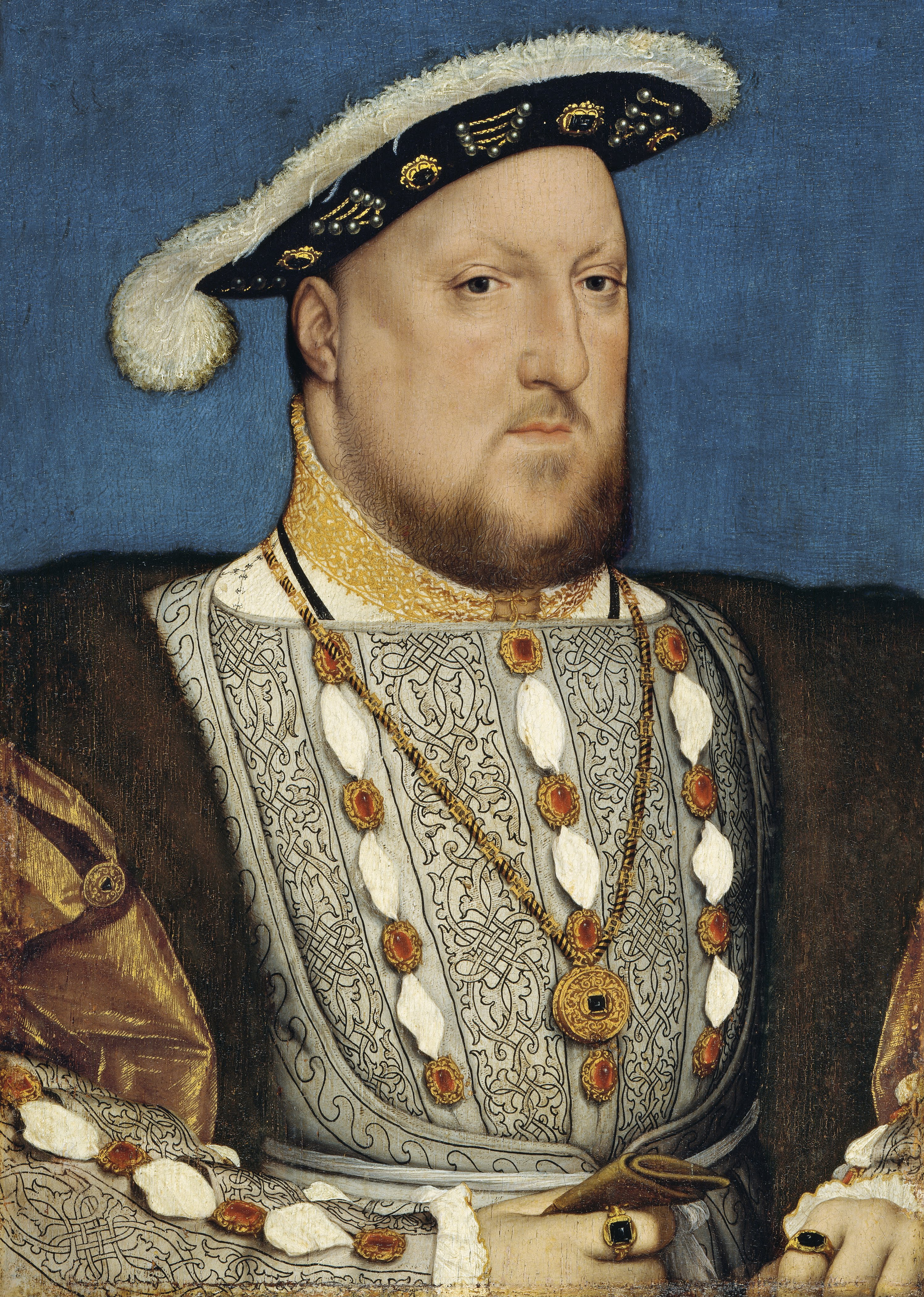
Hendrik VIII, door Hans Holbein. Ca. 1540

In maart 1539 kwamen twee Engelse onderhandelaars aan in Kleef om over een eventueel huwelijk te onderhandelen. Ook Hendriks hofschilder Hans Holbein de Jonge reisde af naar Kleef om voor de koning een portret van Anna te schilderen. Hendrik zou zich later beklagen dat zij in het echt bij lange na niet zo mooi was als op het schilderij; Hendriks ambassadeur in Kleef beschreef het als goed gelijkend. 
Op 4 oktober werd in Engeland het huwelijksverdrag getekend en op 26 november ging Anna van Kleef met een groot gevolg uit Kleef op weg naar Engeland. Het was voor de meereizende Engelse hovelingen duidelijk dat zij niet was voorbereid op haar rol als koningin van Engeland. Tijdens de lange reis probeerden zij haar zo goed mogelijk bij te scholen in de Engelse hof-etiquette. Ook leerden ze Anna enkele kaartspelen, omdat de koning graag kaartte. Ze kwam op 27 december in Engeland aan.
Aan het Engelse hof waren de Franse hoofse tradities nog steeds in gebruik. Een daarvan was dat een koninklijke bruidegom in vermomming zijn verloofde tegemoet reisde. Volgens het hoofse ideaal van liefde op het eerste gezicht zou de bruid  - die haar aanstaande man meestal nog nooit had ontmoet -  hem onmiddellijk moeten herkennen, of zich in ieder geval tot hem aangetrokken voelen. Hendrik vertrok met een aantal heren naar Rochester, waar Anna van Kleef zich bevond op haar route naar Londen. Op Nieuwjaarsdag liep hij in vermomming onaangekondigd haar kamer binnen. Anna herkende hem niet, negeerde hem, of deinsde mogelijk zelfs voor hem terug. Voor de koning was dit een extreem pijnlijke blamage.
Hendrik was na deze eerste ontmoeting ontgoocheld en liet Cromwell weten dat hij het huwelijk niet wilde laten doorgaan. Hij zocht naar een reden om onder de overeenkomst uit te komen en hoopte die te vinden in Anna’s eerdere verloving met de hertog van Lotharingen. Anna’s adviseurs verklaarden echter dat zij juridisch vrij was om te trouwen. Het huwelijk afblazen zou betekenen dat de belangrijke politieke alliantie met Kleef verloren zou gaan. Hendrik besloot met tegenzin om door te gaan het het huwelijk..

## Huwelijk
Op 6 januari 1540 werden Anna van Kleef en Hendrik VIII door Thomas Cranmer, aartsbisschop van Canterbury, in het huwelijk verbonden. Anna van Kleef werd daarmee de eerste Duitse koningin-gemalin van Engeland.
  

Het huwelijk liep vanaf de allereerste dag niet goed. Hendrik vertrouwde Cromwell toe dat hij niet in staat was om seks met Anna te hebben. Dat betekende dat het huwelijk niet was geconsummeerd en daarom nog niet volledig voltrokken. Cromwell gaf de kamerheer van de koningin opdracht om de koningin uit te leggen dat ze wat vriendelijker moest zijn voor de koning. 

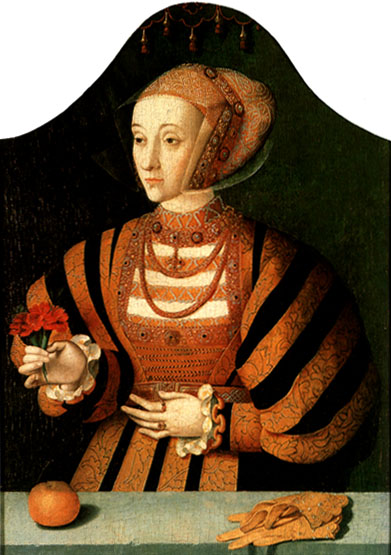
Portret van Anna van Kleef, ca 1540, door Bartholomäus Bruyn

De koning bleef de eerste maanden van 1540 aandringen om een manier te vinden om het huwelijk nietig te verklaren. De gevreesde alliantie tussen Frans I en Karel V was uiteengevallen, waardoor de politieke noodzaak van het huwelijk met een Duitse prinses minder dringend was geworden. Daarnaast was Hendrik inmiddels verliefd geworden op Anna's 17-jarige erejoffer Catharina Howard, en dacht hij aan een huwelijk met haar. Met de arrestatie van Cromwell verdween ook een machtige pleitbezorger van de alliantie met de Duitse protestantse vorsten. Het mislukte huwelijk met Anna van Kleef was een van de factoren die een rol had gespeeld in zijn ondergang. 
Er werd een onderzoek gestart om na te gaan of het huwelijk tussen Anna en Hendrik wel wettig was. Daarbij ging het er niet alleen om of de verloving met Frans van Lotharingen mogelijk toch had betekend dat Anna niet vrij was om te trouwen, maar ook om het feit dat de koning het huwelijk eigenlijk niet had gewild. Dat het huwelijk nog steeds niet was geconsummeerd had te maken met deze gewetensbezwaren van de koning. 

## Nietigverklaring
Op 24 juni liet Anna een van de Kleefse diplomaten in haar gevolg weten dat de koning haar opdracht had gegeven om het hof te verlaten en naar Richmond Palace te gaan. Ze beklaagde zich over de aandacht die Hendrik besteedde aan Catharina Howard. Ze was bang dat zij net als Hendriks verstoten eerste vrouw Catharina van Aragon eenzaam en geïsoleerd in een afgelegen kasteel zou eindigen. Toen raadsheren van de koning haar op 6 juli wilden bevragen over haar verloving met Frans van Lotharingen, viel ze flauw.
Het huwelijk van Anna van Kleef en Hendrik VIII werd formeel nietig verklaard op 9 juli 1540. Anna hoorde drie dagen later het nieuws ogenschijnlijk kalm aan, maar was volgens andere bronnen wel degelijk bezorgd om de gevolgen voor haar toekomst. Zij accepteerde de nietigverklaring en de schikking die haar werd voorgesteld: ze zou de status krijgen van een zuster van de koning, wat betekende dat alleen een nieuwe echtgenote van de koning en zijn kinderen hoger in rang waren dan zij. Ze kreeg een ruime toelage voor haar huishouding en een eigen hofhouding, het bezit van Richmond Palace en Bletchingley Manor voor het leven, en mocht al de sieraden, kleding en zilver- en goudwerk houden die ze als koningin-gemalin had gekregen. Haar correspondentie met Kleef zou echter in de toekomst onder toezicht van het hof vallen. Deze laatste bepaling accepteerde Anna met tegenzin. Ze schreef aan haar broer dat ze tevreden was met de regeling. Daardoor werd het voor hertog Willem V van Kleef onmogelijk om nog formeel bezwaar aan te tekenen. Anna gaf haar trouwring terug aan de koning en vroeg hem om deze te vernietigen, omdat het sieraad ‘geen kracht of waarde meer had’.
Hendrik VIII trouwde op 28 juli 1540 met Catherina Howard - dezelfde dag werd Thomas Cromwell geëxecuteerd op Tower Hill. 

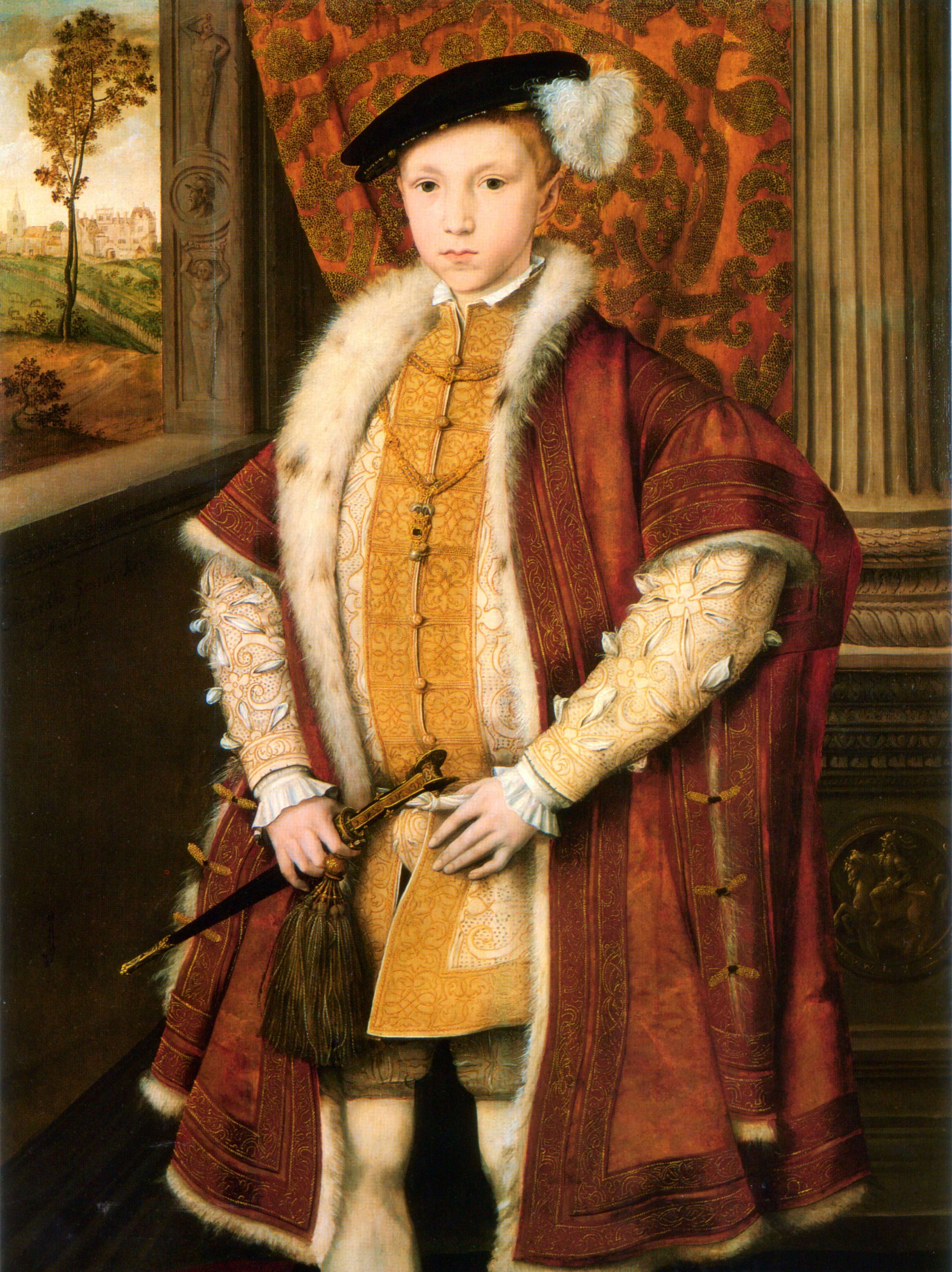
Edward VI van Engeland

## Zuster van de koning
Anna van Kleef bleef de rest van haar leven in Engeland. Na haar huwelijk stond ze op goede voet met de koning en zijn nieuwe vrouw. Ze kwam aan het hof en dineerde met de koning en de koningin. 
Ze genoot van de vrijheid die ze nu had, woonde in haar verschillende huizen, kleedde zich modieus en leerde dansen. Ook leerde ze Engels spreken. Ze onderhield warme contacten met de kinderen van de koning, zijn latere opvolgers Eduard VI, Maria I en Elizabeth I. 
Volgens sommige bronnen hoopte ze na de executie van Catherina Howard dat ze weer in ere hersteld zou worden als koningin-gemalin. Toen Hendrik hertrouwde met Catharina Parr, bleef Anna echter aan het hof komen en wisselde brieven en geschenken uit met de koning en zijn gezin. Hendrik schonk haar in zijn laatste levensjaren nog drie landhuizen in Kent, waaronder Hever Castle, de oude familiezetel van de familie van zijn tweede vrouw Anna Boleyn.

## Eduard VI en Maria I
De koning stierf op 28 januari 1547. Voor Anna van Kleef was dit een verlies van status, omdat ze niet langer de 'zuster van de koning' was. Ook werd haar financiële toelage onder Hendriks opvolger Eduard VI verlaagd; haar huizen Richmond en Bletchingley werden door de Privy Council teruggevorderd en geruild voor het landgoed Penshurst en de Priorij van Dartford in Kent. Ze ging een rustiger, minder prominent leven leiden. Van tijd tot tijd had ze financiële problemen, waarvoor ze in Kleef hulp vroeg, echter zonder veel succes.

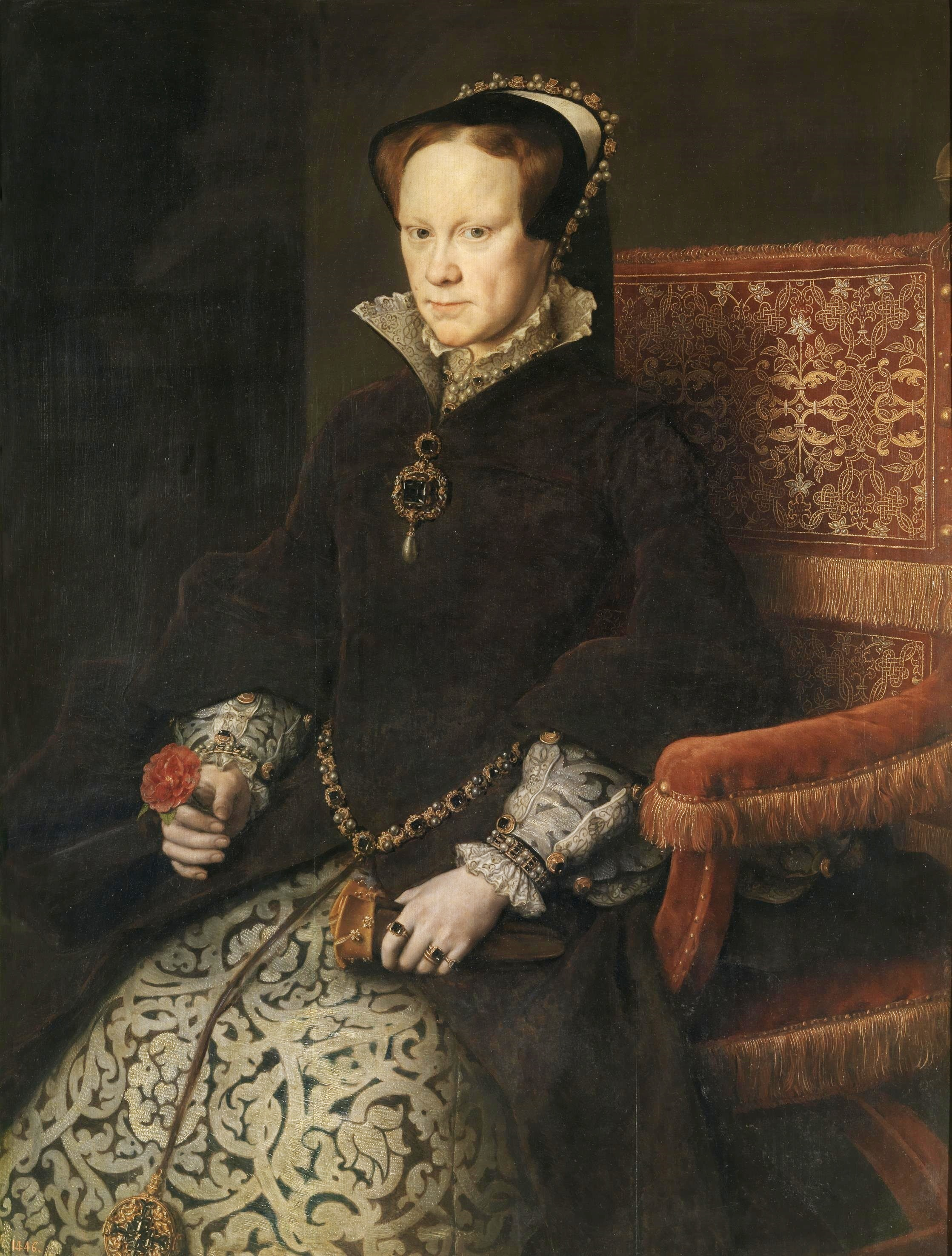
Maria I, door Anthonis Mor

Eduard VI werd maar 15 jaar oud. Toen zijn halfzuster Maria op 29 september 1553 gekroond werd tot koningin, woonde Anna van Kleef samen met prinses Elizabeth de plechtigheid bij. Ze adviseerde de nieuwe koningin om met Ferdinand van Oostenrijk te trouwen, die nauwe banden had met haar familie in Kleef. Maria koos echter voor Filips II van Spanje. Dit was in 1554 de aanleiding van de Wyatt rebellie - een protestants complot onder leiding van Thomas Wyatt om de koningin af te zetten en haar halfzus Elizabeth op de troon te krijgen. Anna van Kleef werd genoemd als een van de mogelijke betrokkenen, maar werd nooit formeel beschuldigd. Zij leek ook na de rebellie nog een goede band met koningin Maria te hebben.
Anna stierf na een periode van slechte gezondheid op 16 juli 1557 in Chelsea Manor, een huis dat haar door de koningin ter beschikking was gesteld. Zij was 41 jaar oud. Zij werd op last van Maria I als enige van de zes vrouwen van Hendrik VIII begraven in Westminster Abbey.

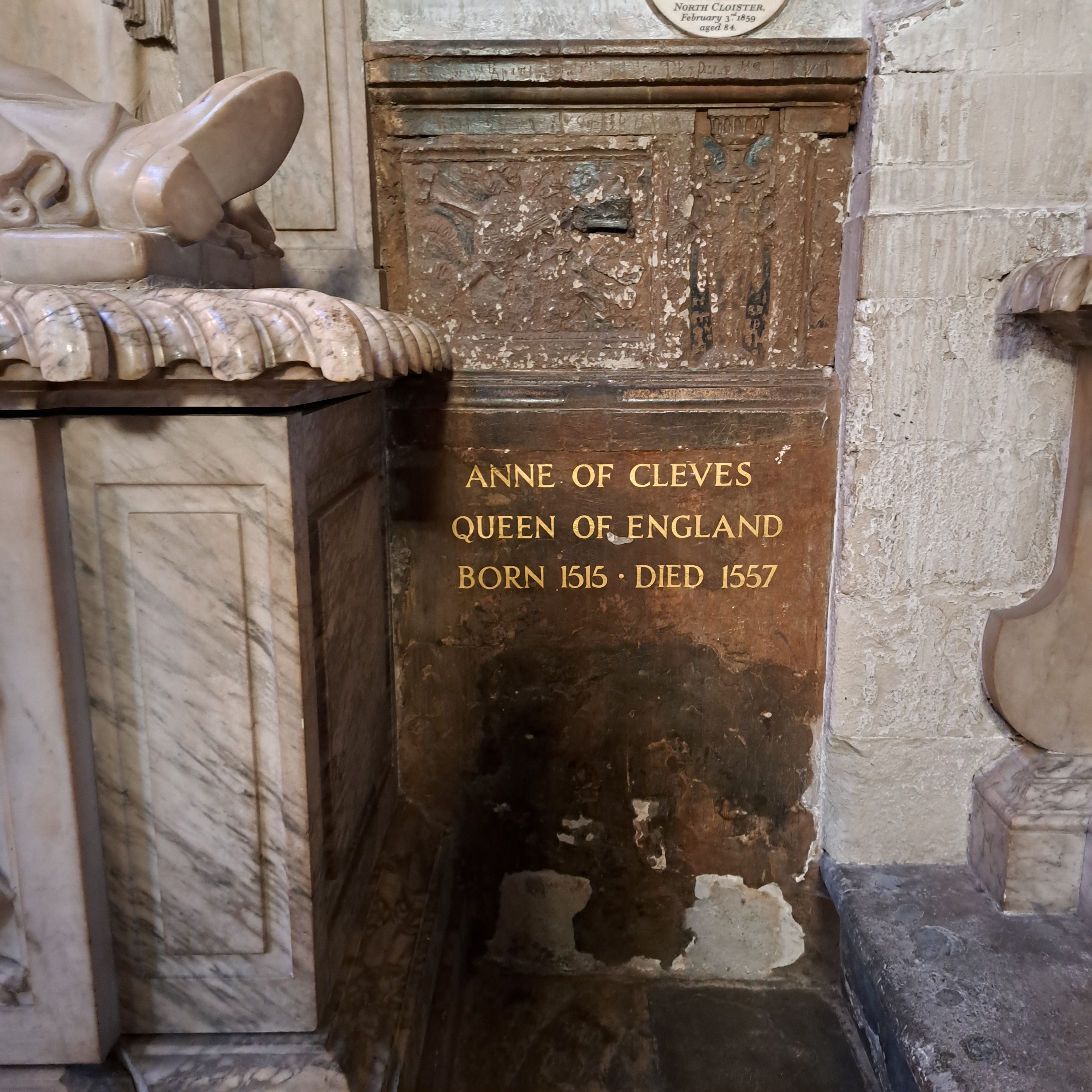
Graftombe van Anna van Kleef in Westminster Abbey

## Nagedachtenis
Anna werd in de geschiedschrijving en in historische romans traditioneel afgebeeld als een onaantrekkelijke, niet erg ontwikkelde prinses uit een onbeduidend Duits vorstendom. Tijdgenoten beschrijven haar echter niet als lelijk of dom. Er zijn ook geen bronnen uit die tijd bekend die stellen dat Holbeins portret van haar geflatteerd was. Sommige hovelingen dreven wel de spot met Anna's buitenlandse kleding en manieren.
Bisschop Gilbert Burnet (1643-1715) was meer dan een eeuw later de eerste die Anna van Kleef de 'Vlaamse merrie' noemde. Er zijn geen eerdere bronnen die bevestigen dat Hendrik VIII die term ooit heeft gebruikt. Wel  beschreven Hendrik en Cromwell Anna's lichaam op een denigrerende manier om uit te leggen waarom de koning geen seks met haar had gehad. Dit gebeurde waarschijnlijk om te voorkomen dat het idee zou ontstaan dat er problemen waren met Hendriks vermogen om het huwelijk te consummeren.
- Catàleg d'autoritats de noms i títols de Catalunya: 981058614670506706
- Gemeinsame Normdatei: 120031027
- International Standard Name Identifier: 0000 0000 4213 9642
- Library of Congress Control Number: no95060450
- Nationale Bibliotheek van Letland: 000142695
- Nationale Bibliotheek van Tsjechië: jn20000700059
- Nationale Bibliotheek van Israël: 987007445060105171
- Nationale Bibliotheek van Polen: a0000003719410
- Nederlandse Thesaurus van Auteursnamen: 123826136
- SNAC: w6x170f1
- Système universitaire de documentation: 055317944
- Virtual International Authority File: 73441887
- WorldCat: E39PCjCjdBYtBCr7dgVpPgCG73

Catharina van Aragon · Anna Boleyn · Jane Seymour · Anna van Kleef · Catharina Howard · Catharina Parr